# Stanley Chambers
Stanley Chambers (Hackney, Londres, 13 de setembre de 1910 - Hove, East Sussex, 14 d'agost de 1991) va ser un ciclista anglès que es dedicà a la pista i que va prendre part en els Jocs Olímpics de Los Angeles de 1932, en què guanyà la medalla de plata en la prova de tàndem, fent parella amb el seu germà Ernest Chambers.